# Бабаева, Айнабат Оразкулиевна
Айнабат Оразкулиевна Бабаева (туркм. Aýnabat Babaýewa; род. 1966, Ашхабад) — туркменский государственный деятель.

## Биография
Родилась в 1966 году в Ашхабаде.
Образование высшее. В 1990 году окончила Туркменский государственный институт экономики и управления. По специальности — экономист.
Трудовой путь начала в 1984 году делопроизводителем в Ашхабадском областном комитете Коммунистической партии Туркменистана. После окончания вуза до 1994 года работала специалистом первой категории, ведущим специалистом экономического управления Министерства хлебопродуктов Туркменистана.
В 1994—2002 годы — ведущий специалист, заместитель начальника, начальник отдела непищевой продукции, а затем заместитель начальника отдела координирования товаров, услуг и внутреннего рынка Главного управления товаров народного потребления Министерства торговли и внешнеэкономических связей Туркменистана.
С 2002 года — начальник швейного отдела Министерства текстильной промышленности Туркменистана.
15.01.2009 — 15.01.2010 — государственный министр-председатель ГАК «Туркменхалы»
15.01.2010 — 02.08.2012 — министр текстильной промышленности Туркменистана
2 августа 2012 года уволена в связи с переходом на другую работу.
Дальнейшая судьба неизвестна.

## Награды и звания
- Медаль «Watana bolan söygüsi üçin»

## Варианты транскрипции отчества
- Отчество: Оразгулыевна